# 28609 Tsirvoulis
28609 Tsirvoulis è un asteroide della fascia principale. Scoperto nel 2000, presenta un'orbita caratterizzata da un semiasse maggiore pari a 2,6302178 au e da un'eccentricità di 0,2230265, inclinata di 10,94281° rispetto all'eclittica.
L'asteroide è dedicato all'astronomo svedese Georgios Tsirvoulis.